# 東京弟子教会
イエス教日本世界宣教会 東京弟子教会（イエスきょうにほんせかせんきょうかい　とうきょうでしきょうかい）は東京都杉並区上井草にある1995年4月に大韓イエス教長老会からの派遣宣教師らによって設立されたイエス教日本世界宣教会傘下のキリスト教(プロテスタント)教会である。

## 概要
2008年、信徒らなどの資金協力でビルを購入し、そのビルを教会に改築。
その後、教会名を 平和キリスト教会に変更し、2014年4月に杉並区へ移転した。

## 牧師
金沢泰裕（かなざわやすひろ）1964年1月生まれ。現在キリスト教大阪弟子教会、東京弟子教会の担任牧師。大阪市生まれ。2014年4月現在、教会名の変更、移転を経て、橋本哲哉が平和キリスト教会　井荻礼拝堂の牧師を務める。

## 交通アクセス
- 旧所在地　〒167-0023　東京都杉並区上井草1-9-20
- JR東日本 荻窪駅からバス。下井草5丁目下車すぐ。
- 西武新宿線井荻駅から徒歩5分